# Daniel Saggiomo
Daniel Alessandro Saggiomo Mosquera (Caracas, 2 luglio 1998) è un calciatore venezuelano, centrocampista del Deportivo Táchira.

## Caratteristiche tecniche
È un trequartista.

## Carriera

### Nazionale
Ha giocato nella nazionale venezuelana Under-17.
Con la nazionale Under-20 venezuelana ha preso parte al campionato sudamericano 2017.

## Palmarès

### Club

#### Competizioni nazionali
- Campionato venezuelano: 2

Caracas: 2019
Deportivo Táchira: 2024